# كارولا ديجيتال
كارولا ديجيتال (بالإنجليزية: Carolla Digital)‏ سابقاً كان اسمها (بالإنجليزية: ACE Broadcasting Network)‏ هي شبكة تدوين وبث صوتي "بودكاست" أمريكية. البرنامج الرئيسي للشبكة هو عرض آدم كارولا ، والذي يتم إصداره يوميًا. تنتج الشبكة أيضًا العديد من العروض الأخرى التي يتم إصدارها على أساس أسبوعي.

## تاريخ
تم إطلاق كارولا ديجيتال (ثم شبكة البث ACE) في 23 فبراير 2009 مع البث الأول لبرنامج آدم كارولا بودكاست . عندما تم إلغاء برنامج كارولا الإذاعي الأرضي، رأى آدم كارولا فرصة لإطلاق البودكاست الذي سيصبح العرض الرئيسي لبث ACE.  عمل كارولا وميسراجي من مستودع كارولا جليندال، والذي أصبح الآن استوديو تسجيل الشبكة لتسجيل العرض.  في عام 2012 تم تغيير علامتها التجارية ACE Broadcasting إلى كارولا ديجيتال. 

## الدعم المالي
في البداية تم تمويل تكاليف إنتاج وتوزيع البودكاست بالكامل من قبل آدم كارولا نفسه. ذكر كارولا أن تكاليف عرض النطاق الترددي كانت أكثر من 9000 دولار شهريًا اعتبارًا من مايو 2009. وفي سبتمبر 2009 بدأ كارولا في تحقيق إيرادات للعرض بإعلانات منطوقة لرعاته الأوائل. تتضمن العروض على الشبكة حاليًا إعلانات مسجلة مسبقًا وقراءة مباشرة للجهات الراعية.
في الماضي تم توزيع محتوى ACE Broadcasting من خلال قنوات أخرى غير موقع ويب ACE Broadcasting و آي تيونز. كان لدى ACE Broadcasting صفقات توزيع مع راديو CBS وراديو Stitcher .   كانت الشبكة تجري محادثات مع راديو Sirius XM لتوزيع المحتوى عبر قناة Howard 101 ، لكن لم يتم التوصل إلى اتفاق بين الطرفين.  

## برامج
تقدم كارولا ديجيتال العديد منالبرامج الصوتية ومنها العروض التالية: 
- عرض آدم كارولا
- عرض آدم آند درو[9]
- كاركاست[10][11]
- مدرسة بن الأحد
- ايس اون ذا هاوس
- درو بودكاست
- لتبكي بصوت عال
- نقاش الحب الكبير
- المسامير مطرقة
- شك معقول

### برامج سابقة
- هذا الأسبوع مع لاري ميلر
- أليسون روزين هي أفضل صديق لك
- دروس الحياة مع جيم كارولا
- تجربة الوالدين
- بودكاست The Big 3
- العنكبوت وهنشمان
- دافيس الرعد

## روابط خارجية
- الموقع الرسمي